# M-10000

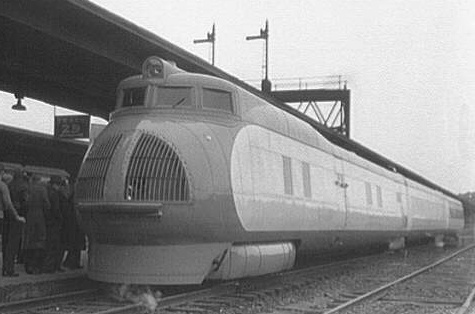
De voorkant

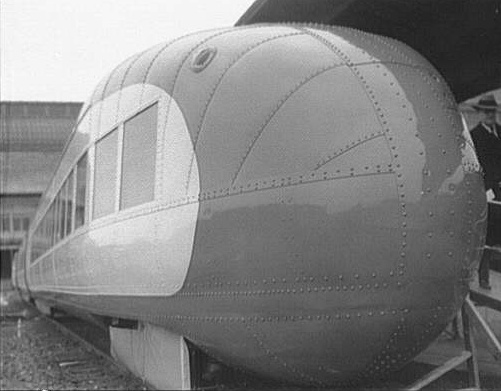
De achterkant

De M-10000 was een dieseltreinstel dat van 1934 tot 1942 door de Union Pacific Railroad gebruikt werd.
Er is slechts één exemplaar van gemaakt en de trein werd onder andere voor pr-doeleinden gebruikt. In het eerste jaar maakte deze een promotietour door de Verenigde Staten. Zo deed deze Washington aan waarna de trein bezocht werd door President Roosevelt. De trein kreeg de naam City of Salina. Door het publiek werd deze ook wel Tin Worm genoemd.
De trein bestond uit drie wagens. De voorste wagen bood plaats aan de stuurcabine, de motoren, en een ruimte waarin de post werd vervoerd. De andere twee waren voor de passagiers. De wagens van het treinstel zijn gebouwd door de Pullman Company, de motoren door General Motors en de bediening in de stuurcabine door General Electric.
De M-10000 is een typisch voorbeeld van stroomlijnmaterieel dat paste binnen de richting van het Streamline Design dat destijds in de mode was.

## Specificaties
- Spoorbreedte: 1435 mm
- Totale lengte: 62 m
- Gewicht: 85 ton
- Vermogen: 600 pk

Na de M-10000 werd de M-10001 gebouwd. Deze werd in hetzelfde jaar in gebruik genomen. De M-10001 (City of Portland) brak een record door in 57 uur van Los Angeles naar New York te rijden.
De M-10000 werd in 1942 buiten gebruik genomen.